# Пасхальная виньетка

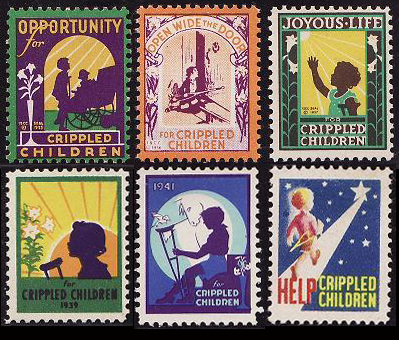
Американские пасхальные виньетки 1930-х годов

Пасхальная виньетка — вид благотворительных виньеток, которые выпускаются для сбора средств на благотворительные цели. Они выпускаются благотворительной организацией Easterseals в США и канадской благотворительной организацией Easter Seals.
Пасхальные виньетки наклеиваются на лицевую сторону почтовых отправлений, чтобы показать поддержку конкретных благотворительных целей. Такие виньетки распространяются вместе с призывами пожертвовать благотворительным организациям, которых они поддерживают.
Пасхальные виньетки относятся к непочтовым маркам и не являются знаками почтовой оплаты.